# Герб Семёновки (Черниговская область)
Герб Семёновки — геральдический символ города Семёновки Семёновского района Черниговской области (Украина), утверждённый в середине 1990-х гг.
Описание герба: в зелёном поле синий щиток в золотом лавровому венке, увенчанном красным кругом с тремя чёрными крестами: 1:2; в щитке — золотой казак с самопалом.
Пояснения символики герба:
- золотой казак в синем щитке — символ Гетманщины, на землях которой возникло местечко;
- красный круг с тремя чёрными крестами — из герба Самойловичей, на землях которых основан город;
- жёлто-синие краски — национальное соединение цветов;
- зелёный цвет — символ лесов полесского края.